# Levasseur PL.10
Levasseur PL.10 là một mẫu máy bay trinh sát trên tàu sân bay, được phát triển ở Pháp cuối thập niên 1920.

## Biến thể
- PL.10
- PL.101
- PL.107
- PL.108

## Quốc gia sử dụng
Pháp
- Aéronavale
  - Escadrille 7S1

## Tính năng kỹ chiến thuật (PL.101)

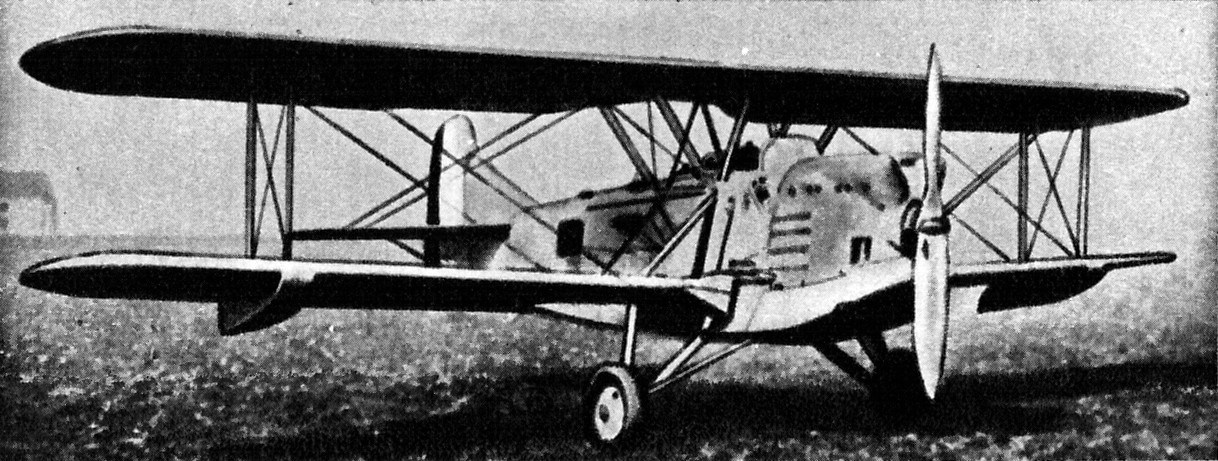
Levasseur PL.101

Đặc điểm tổng quát
- Kíp lái: 3
- Chiều dài: 9.75 m (32 ft 0 in)
- Sải cánh: 14.20 m (46 ft 7 in)
- Chiều cao: 3.75 m (12 ft 4 in)
- Diện tích cánh: 56.8 m2 (611 ft2)
- Trọng lượng rỗng: 2.020 kg (4.440 lb)
- Trọng lượng có tải: 3.150 kg (6.930 lb)
- Powerplant: 1 × Hispano-Suiza 12Lb, 450 kW (600 hp)

Hiệu suất bay
- Vận tốc cực đại: 220 km/h (140 mph)
- Vận tốc hành trình: 130 km/h (80 mph)
- Tầm bay: 600 km (375 dặm)
- Trần bay: 4.500 m (14.800 ft)

Vũ khí trang bị
- 2 × súng máy
- 60 kg (132 lb) bom